# Việt Nam năm 2015
Dưới đây là sự kiện trong năm tại Việt Nam 2015.

## Đương nhiệm
| Ảnh | Vị trí            | Tên              |
| --- | ----------------- | ---------------- |
|     | Tổng bí thư       | Nguyễn Phú Trọng |
|     | Chủ tịch nước     | Trương Tấn Sang  |
|     | Thủ tướng         | Nguyễn Tấn Dũng  |
|     | Chủ tịch Quốc hội | Nguyễn Sinh Hùng |

## Sự kiện
- 1 tháng 1 - Luật Hôn nhân mới của Việt Nam đi vào hiệu lực. Kết hôn đồng tính không còn bị cấm nhưng không được công nhận có giá trị pháp lý.[1]
- 3 tháng 1 - MS Bulk Jupiter, tàu chở hàng Na Uy, chìm ngoài khơi Việt Nam, 18 người chết và 1 người sống sót.[2]
- Tháng 3–4: Vụ thay thế cây ở Hà Nội 2015.
- 16 tháng 4: Hai máy bay tiêm kích Su-22M4 của Không quân nhân dân Việt Nam va chạm trên không ở đảo Phú Quý.
- 11–19 tháng 6: Việt Nam bắt giữ tất cả tám tên cướp biển trong vụ cướp tàu MT Orkim Harmony.
- 24 tháng 7–4 tháng 8: Mưa lũ nghiêm trọng ở miền Bắc Việt Nam.
- Tháng 10: Khói mù Đông Nam Á ảnh hưởng đến miền Nam Việt Nam.

## Thể thao
- Giải bóng đá vô địch quốc gia 2015
- Giải bóng đá hạng nhất quốc gia 2015

## Mất

### Tháng 1
- 5 tháng 1: Trần Văn Nhựt, 80, tướng quân đội
- 26 tháng 1: Nguyễn Thanh Vân, 71-72, nhà toán học

### Tháng 2
- 13 tháng 2: Nguyễn Bá Thanh, 61, nhà chính trị
- 22 tháng 2: Lê Trọng Nghĩa, 92-93, sĩ quan quân đội

### Tháng 3
- 2 tháng 3: Đàm Văn Ngụy, 87, tướng quân đội
- 12 tháng 3: Anh Việt Thanh, 78-79, nhạc sĩ
- 22 tháng 3: Đồng Văn Khuyên, 88, tướng quân đội

### Tháng 4
- 13 tháng 4: Lê Quang Tuấn, 91, nhà chính trị
- 30 tháng 4: Nguyễn Anh Dũng, 64, diễn viên

### Tháng 5
- 1 tháng 5: Hàn Ngọc Bích, 74, nhạc sĩ
- 9 tháng 5: Nguyễn Xuân Trang, 91, tướng quân đội

### Tháng 6

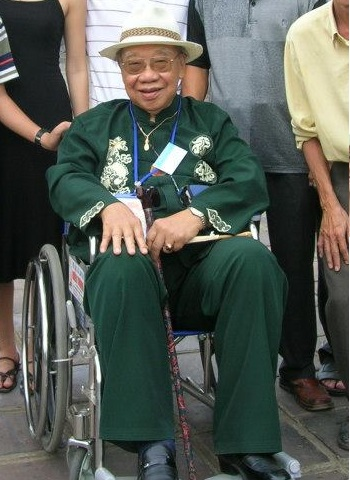
Trần Văn Khê
(1921 – 2015)

- 17 tháng 6: Nguyễn Văn Hoàn, 84, dịch giả
- 24 tháng 6: Trần Văn Khê, 93, nhà nghiên cứu âm nhạc
- 25 tháng 6: Trần Quang Cơ, 88, nhà chính trị
- 29 tháng 6:
  - Phan Huỳnh Điểu, 90, nhạc sĩ
  - Phan Nhân, 85, nhạc sĩ

### Tháng 7
- 3 tháng 7: An Thuyên, 65, nhạc sĩ
- 8 tháng 7: Huỳnh Văn Có, 80, võ sĩ
- 12 tháng 7: Đình Quang, 86, đạo diễn sân khấu

### Tháng 8
- 16 tháng 8: Hoàng Anh Tuấn, 89-90, thiếu tướng

### Tháng 9
- 25 tháng 9: Nguyễn Ngọc Thanh, 79, huấn luyện viên bóng đá

### Tháng 10
- 10 tháng 10: Đỗ Đăng Dư, 17, tù nhân
- 14 tháng 10: Hồ Giáo, 85, đại biểu Quốc hội
- 20 tháng 10: Nguyễn Công Trang, 89-90, sĩ quan quân đội

### Tháng 11
- 2 tháng 11: Trần Thanh Đạm, 82-83, nhà giáo
- 12 tháng 11: Anh Bằng, 89, nhạc sĩ
- 20 tháng 11: Nguyễn Thiên Đạo, 75, nhạc sĩ

### Tháng 12
- 7 tháng 12: Hoàng Hà Giang, 24, vận động viên
- 10 tháng 12: Vũ Văn Tư, 81-82, huấn luyện viên bóng đá
- 30 tháng 12: Nguyễn Chơn, 87-88, tướng quân đội